# كا (فرعون)
كا (بالإنجليزية: Ka)‏، ويقال له أيضًا سخم كا، هو فرعون من فراعنة عصر ما قبل الأسرات في مصر العليا. وقد حكم من أبيدوس ودفن في منطقة أم القعاب. ومن المرجح أنه جاء خلفا للملك إري حور وجاء من بعده الملك نارمر.

## معرض صور

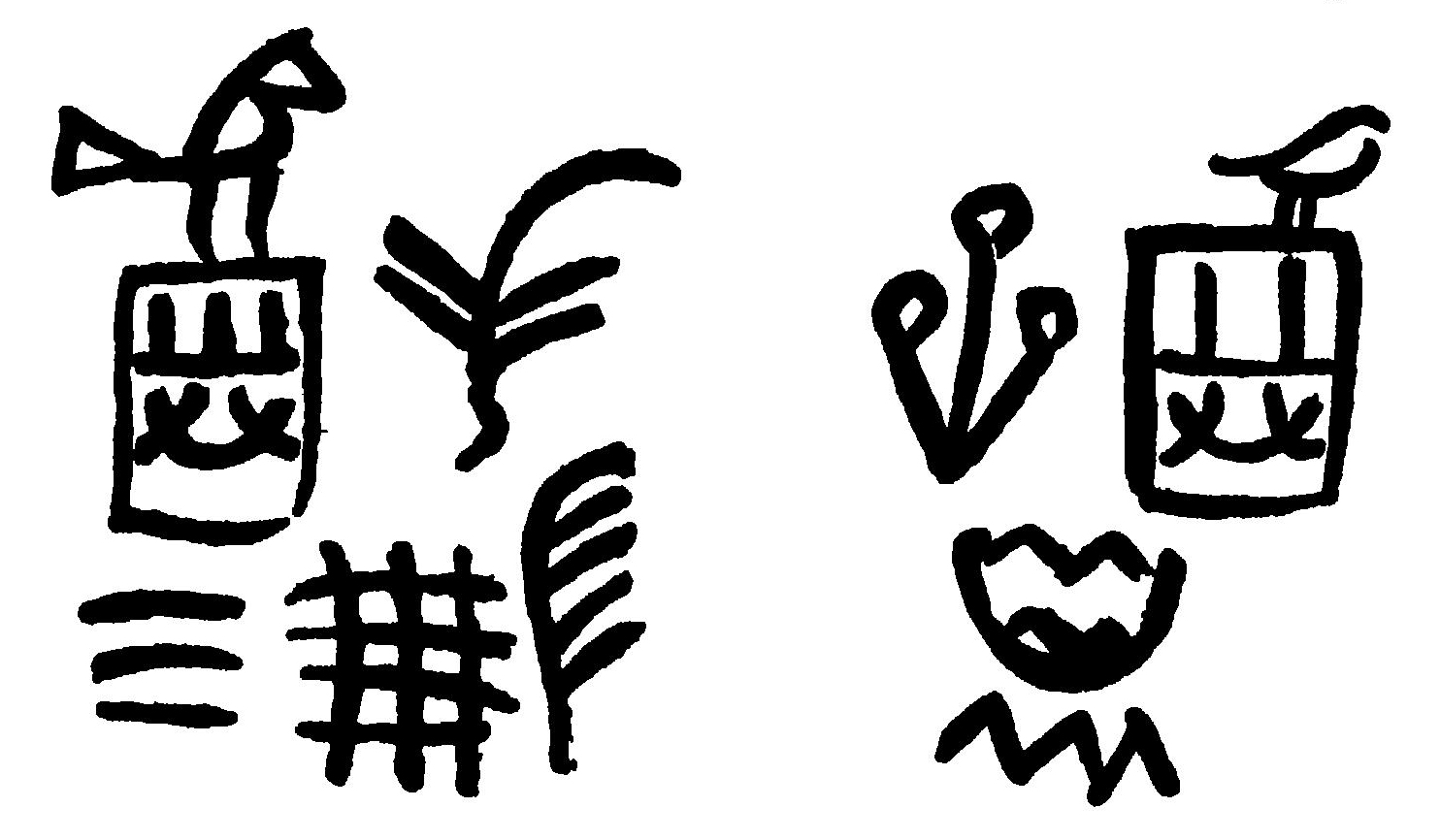
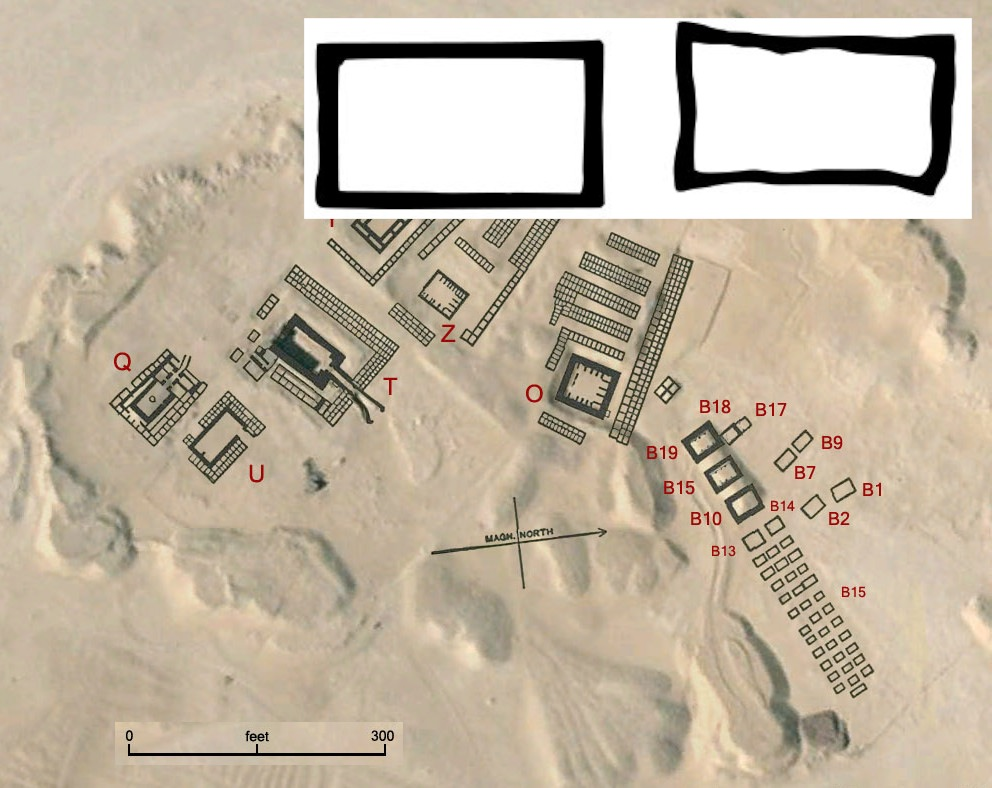
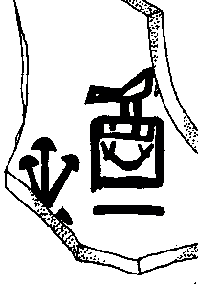
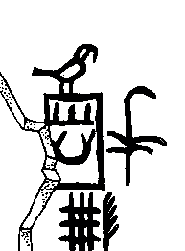
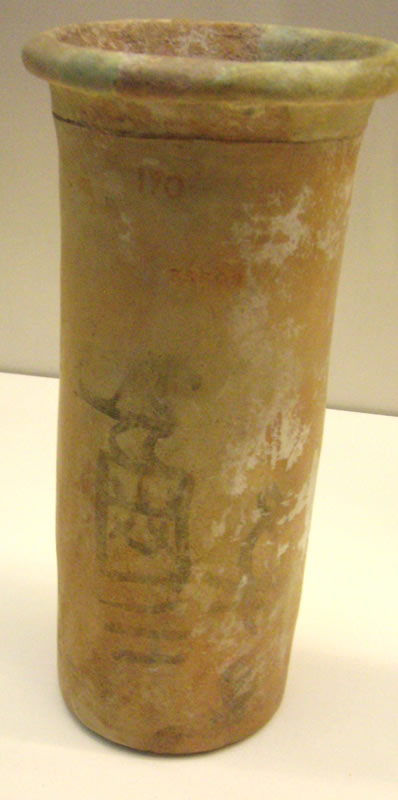
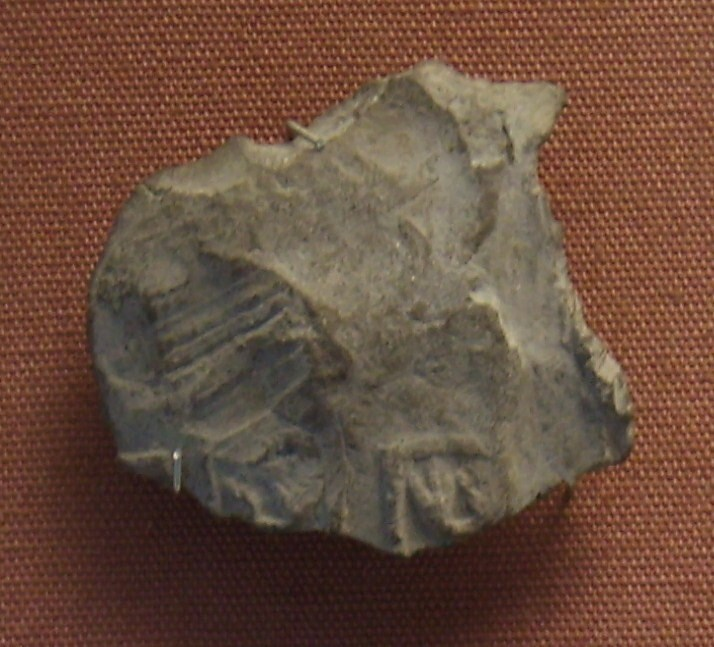